# 淚淚
淚淚是日本電子遊戲商卡普空發行的2D對戰格鬥遊戲系列《魔域幽靈》中登場的一名女性角色。她的外形是以中國民間流傳的復活死屍怪物「僵屍」作為造型。
自1995年的《魔域幽靈2》首次登場後，淚淚在遊戲界的迴響讓她成為卡普空旗下代表性格鬥角色之一，卡普空除了曾以她為主角製作數款迷你遊戲之外，也有將她採用在其它遊戲商合作的作品裡跨界登場。

## 作品描寫

### 原作遊戲
在《魔域幽靈2》的角色劇情中，淚淚出生在1730年的中國，來自於姓氏為「少」的家族。她的母親是一位法力高強的仙術師，她與姊姊鈴鈴是一對感情很好的雙胞胎姊妹，並從小在母親底下學習仙術。
少女時期的淚淚在接受仙術師資格儀式的前一天夜晚裡，突然出現來自魔界的魔物襲擊她的村莊，淚淚的母親為了拯救她們姊妹倆人，使用了禁忌的仙術「異形轉生之術」來擊退魔物，其代價是使用一方的靈魂將受困在黑暗裡。之後為了拯救徘徊在魔界黑暗中的母親靈魂，淚淚與鈴鈴也同樣使用了異形轉生之術，分別將自己變身成殭屍模樣的妖物、與附著在殭屍額頭前的符咒前往魔界。在經歷一番漫長奮鬥後，淚淚與鈴鈴成功拯救了母親的靈魂，而為了感謝她們所做的付出，母親施展出力量讓她們倆人的靈魂能重新投胎轉生。
到了《魔域幽靈3》的劇情裡，因為魔界的冥王「傑達·多瑪」想要找尋具有價值、強大力量的靈魂來淨化世界，先前重新投胎到人間的淚淚與鈴鈴便成為傑達的目標之一。重新轉生的淚淚在16歲生日前一天夜晚裡，與玲玲一同被傑達招喚到他所創造的異空間「魔次元」裡，並變回成前世曾化身過的殭屍模樣。在面對傑達的挑戰並將對方給成功擊敗之後，淚淚與玲玲前世母親的靈魂現身在她們眼前，將她們一同給傳送到原來的世界，安全地返回家裡平安度日。
和其他《魔域幽靈》角色的互動關係方面，來自澳洲的喪屍薩貝魯對淚淚抱持著好感，並有向她積極表明愛意。

### 其它登場遊戲
淚淚有被多次採用在卡普空旗下作品角色一同登場的遊戲，像是《快打方塊》、《[[袖珍快打》。在卡普空與其它遊戲公司的跨界對戰遊戲方面，淚淚則有在《南夢宮X卡普空》、《漫畫英雄VS卡普空3》、《穿越領域計畫》等作品出現。其中在《漫畫英雄VS卡普空3》裡，另外有著淚淚是在具有多項神奇力量的漫威英雄奇異博士協助之下，成功拯救她母親靈魂的特別改編劇情。
卡普空也有推出以淚淚為主角的迷你益智遊戲，例如2005年在i-mode手機服務上的《淚淚的魔法槌子》，或是2013年在即時通訊平台LINE上的《LINE DROP 靈魂獵人淚淚》，其兩款皆為要玩家設法消除同色方塊的遊戲內容。

### 動畫版本
淚淚也有在由池田成執導的《魔域幽靈》OVA動畫，以及卡普空美國分部與Graz Entertainment聯合製作的《魔域幽靈》電視動畫裡出現。
OVA版本裡淚淚的劇情貼近遊戲原作內容，一樣是為了拯救母親的靈魂而自願將自己變身成妖物來戰鬥，並有在途中認識一位人類與魔族混血的魔物獵人統爾法。在美版的電視動畫集裡則大幅修改淚淚的背景設定，她變成是因為不小心吞下某個誤以為是米粒的奇異物質，而化身成像是殭屍模樣的女性。

## 角色設計
淚淚是由《魔域幽靈》系列的企劃船水紀孝與村田治生所構想，外觀則由負責遊戲圖形的西尾仁志完成。
船水紀孝在一開始想替《魔域幽靈2》新增人物時，有從第一代作品角色莫莉卡·安斯蘭特的攻擊招式「星際幻影」獲得靈感，該招式是莫莉卡會產生出與自己外觀一樣的分身，來和分身一同向對手進行攻擊。船水紀孝便以此點子構想出一對人類雙胞胎姊妹角色，但隨後發現到要同時操控兩個角色對於玩家太過困難，而且對於遊戲的編程也不容易實現，便放棄這個想法。
之後村田治生想到《魔域幽靈》是一款以魔物為題材的格鬥遊戲，如果安排普通人類姊妹角色會有無法表現出強度的情況，便想出將新角色修改成為女性殭屍的點子。隨後也追加了變成殭屍的妹妹淚淚會有無法控制自己力量的情況，需要由會變身成貼在額頭前符咒的姐姐鈴鈴，來穩定淚淚身上力量如此般的角色設定。
在外觀上，西尾仁志是藉由觀看香港發行的殭屍片來作為參考。另外為了表現出淚淚的中國風格形象，負責遊戲配樂創作的岩井隆之有在淚淚的主題曲裡，穿插著「哎呀～」這樣的中文效果聲。

## 反應

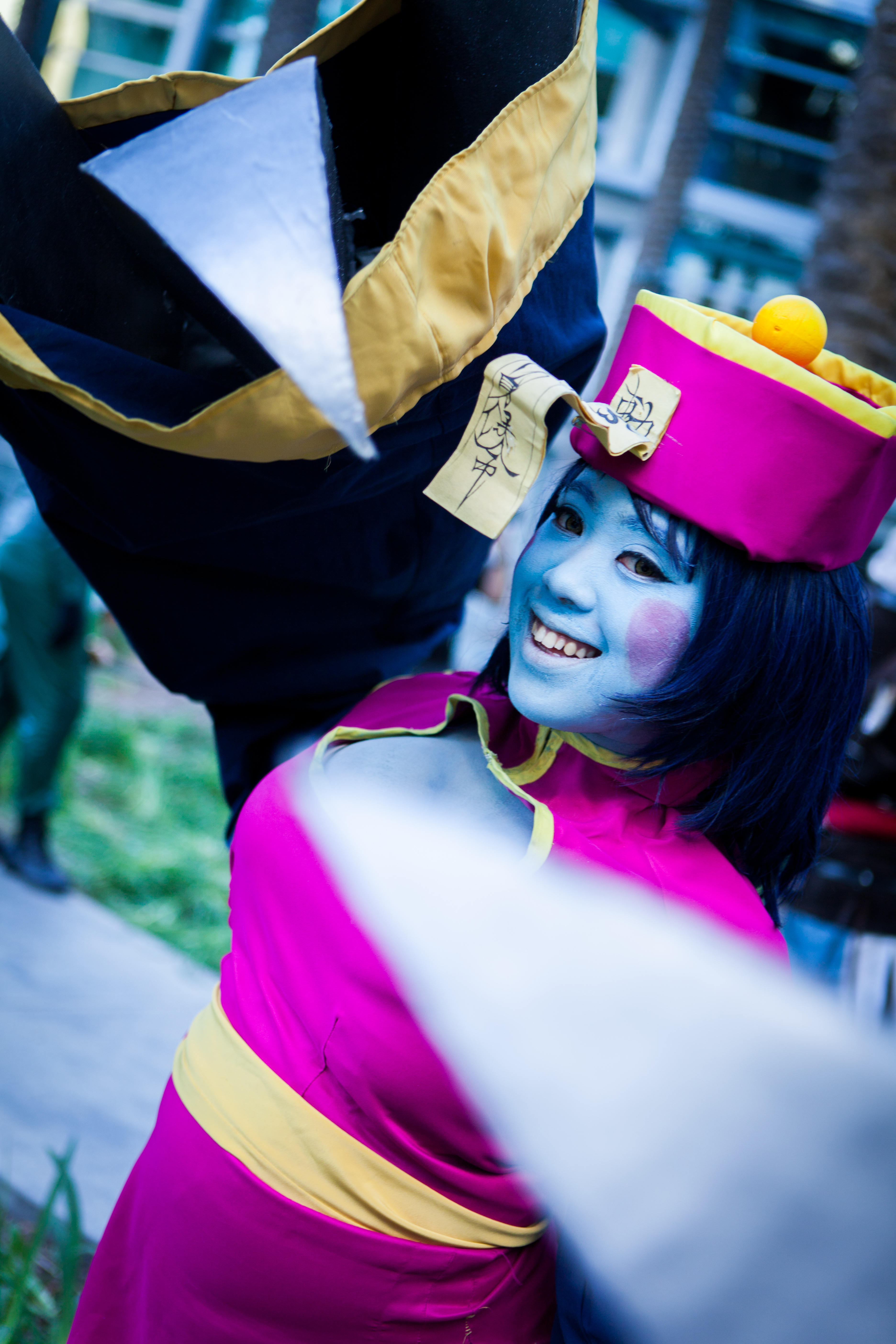
在2015年美國的Wondercon漫畫展上，一名Cosplay成淚淚的角色扮演者。

### 評價
淚淚普遍被電子遊戲媒體視為是《魔域幽靈》系列的代表角色之一，如遊戲網站GamesRadar+認為淚淚是個嚇人、有著許多趣味演出、且需善用遊戲策略使用的格鬥角色。
在遊戲雜誌方面，《Saturn Power》表示淚淚外觀上的蒼白皮膚，以及她在遊戲裡的戰鬥姿態（雙手直直向前、頭顱不斷轉動的模樣），呈現出相當驚悚的效果。《電子遊戲月刊》的衍生刊物《EGM2》則認為淚淚在遊戲裡的表現效果，足以稱得上是最有趣的角色之一。《Retro Gamer》提及淚淚雖然和菲莉西亞、戴米特里·馬克西莫夫、芭蕾塔等都是《魔域幽靈》裡受歡迎的角色，但不同的是她有著非正統的外觀模樣，而且對於玩家較不易上手，因此和其他角色相較之下是個特別的例子。
另外遊戲設計師麥克·扎蒙特（Mike Zaimont）在1999年期間開發格鬥遊戲《骷髏少女》的雛型內容時，曾有採用淚淚與《快打旋風》裡春麗的精靈圖，來作為測試使用。其中在《骷髏少女》中登場的孔雀（Peacock），有被GamesRadar+、GamersNexus等遊戲媒體網站認為是受到淚淚啟發的角色。

### 列名項目
- 日本遊戲雜誌《Gamest》：1995年最佳遊戲角色第7名、[24]1997年最佳遊戲角色第32名[25]
- 日本遊戲雜誌《Sega Saturn Magazine》：Sega Saturn遊戲平台最佳女性角色第35名[26]
- 英國遊戲雜誌《Retro Gamer》：2013年起過去30年內最酷的格鬥角色第19名[20]
- 娛樂網站WhatCulture：史上最佳30位女性格鬥遊戲角色之一[27]

## 備註
1. ↑  在《魔域幽靈》的英文版中，淚淚的名字被替換成「仙姑」（Hsien-Ko），她的姊姊鈴鈴則是改成「美鈴」（Mei-Ling）。